# Luigi Antonio Arrighi de Casanova
Luigi Antonio Arrighi de Casanova (Corte, 11 aprile 1755 – Acqui, 29 dicembre 1809) è stato un vescovo cattolico francese, vescovo della diocesi di Acqui dal 1807 fino alla sua morte.

## Biografia

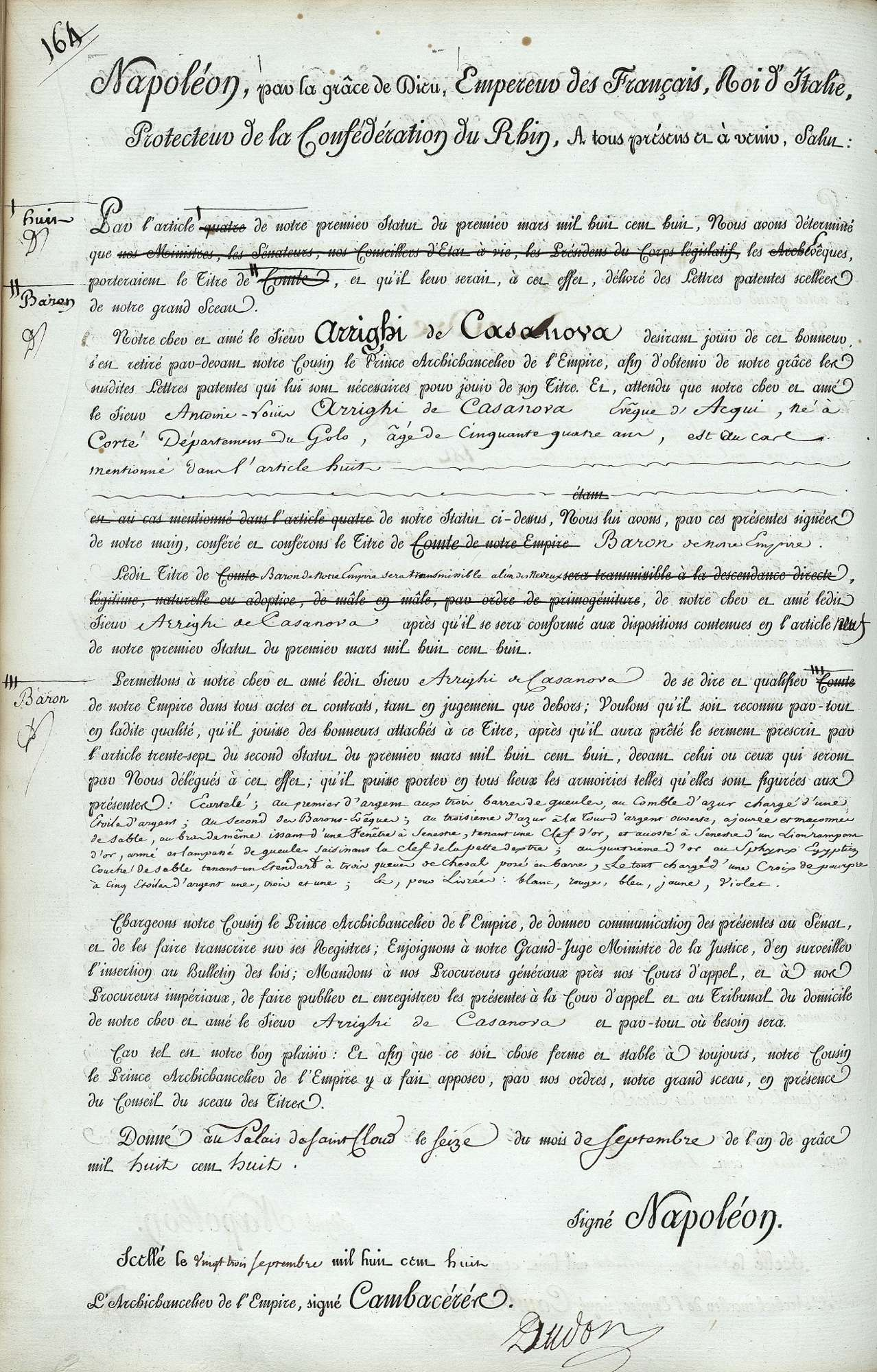
Documento col quale a Luigi Antonio Arrighi de Casanova venne concesso il titolo di barone dell'impero.

Luigi Antonio Arrighi de Casanova nacque l'11 aprile 1755 a Corte da una antica famiglia corsa imparentata con Napoleone. Studiò all'università di Pisa per poi concludere gli studi religiosi all'interno del seminario di Avignone.
Dopo gli studi e l'ordinazione sacerdotale fu canonico a Cervione e vicario dell'isola d'Elba.
Dopo il trasferimento di Maurice-Jean Madeleine de Broglie alla diocesi di Gand la prima scelta per la sua sostituzione fu Étienne Antoine Boulogne, arcivescovo della diocesi di Troyes, che però rifiuto l'incarico venendo sostituito a sua volta da Arrighi de Casanova che venne eletto vescovo della diocesi di Acqui il 9 agosto 1807 per poi essere consacrato il 12 dicembre dall'arcivescovo Giacinto della Torre a Torino.
Il 16 settembre 1808, tramite documento ufficiale, l'imperatore Napoleone gli conferì il titolo di barone dell'impero.
Il suo breve episcopato si fece notare per la grande attenzione verso i poveri e per il servilismo nei confronti di Napoleone. Nel 1809, quando papa Pio VII venne tenuto in prigionia a Savona, Arrighi de Casanova nonostante i divieti imperiali e forte della parentela con l'imperatore si recò subito nella città ligure dove gli fu concesso di incontrare il papa e di accompagnarlo in qualche passeggiata all'aperto.
Morì il 29 dicembre 1809 dopo una brevissima malattia.

## Genealogia episcopale
La genealogia episcopale è:
- Cardinale Scipione Rebiba
- Cardinale Giulio Antonio Santori
- Cardinale Girolamo Bernerio, O.P.
- Arcivescovo Galeazzo Sanvitale
- Cardinale Ludovico Ludovisi
- Cardinale Luigi Caetani
- Cardinale Ulderico Carpegna
- Cardinale Paluzzo Paluzzi Altieri degli Albertoni
- Papa Benedetto XIII
- Papa Benedetto XIV
- Cardinale Carlo Vittorio Amedeo Ignazio delle Lanze
- Cardinale Vittorio Maria Baldassare Gaetano Costa d'Arignano
- Arcivescovo Giacinto della Torre, O.E.S.A.
- Vescovo Luigi Antonio Arrighi de Casanova

## Araldica
| Stemma | Descrizione                                                           | Blasonatura |
| \| \|  | Luigi Antonio Arrighi de Casanova Barone vescovo dell'Impero francese | Al primo d'argento, con tre bande (barre) di rosso; al capo d'azzurro caricato di una stella d'argento; al secondo, lo scudo dei baroni vescovi; al terzo, d'azzurro con una torre d'argento, aperta, finestrata e murata di nero, con un braccio dello stesso colore uscente da una finestra a sinistra, che tiene una chiave d'oro, accompagnato a sinistra da un leone rampante d'oro, armato e linguato di rosso, che afferra la chiave con la zampa destra; al quarto, d'oro con uno sfinge egizia sdraiata di nero che tiene uno stendardo a tre code di cavallo disposte in banda, il tutto caricato da una croce di porpora con cinque stelle d'argento, disposte una, tre e una. |
|        |                                                                       | |